# Альварес, Хосе Диего
Хосе Диего Альварес (исп. José Diego Álvarez; род. 21 декабря 1954 или 21 ноября 1954, Монфорте-де-Лемос, Галисия) — испанский футболист, игравший на позиции полузащитника. Известен по выступлениям за «Реал Сосьедад».

## Клубная карьера
Несмотря на то, что он родился в Галисии, Хосе Диего и его семья переехали в Страну Басков, когда он был еще младенцем, поселившись в Эйбаре. Он начал играть в футбол за местный «Сосьедад Депортиво», сыграв с командой три сезона в Терсере.
Летом 1974 года Хосе Диего подписал контракт с «Реалом Сосьедадом». 7 сентября (за два месяца до своего 20-летия) дебютировал в Ла Лиге в домашней игре против «Барселоны» (3:2). Свой первый год завершил с восемью сыгранными играми. Начиная со следующей кампании, он стал игроком основного состава «бело-голубых», продолжая вносить свой вклад с 96 матчами и 7 голами за три сезона подряд. В сезонах 1980/81 и 1981/82 вместе с «королевским» клубом становился национальным чемпионом.
После всего двух матчей в сезоне 1984/85 Хосе Диего, в возрасте 30 лет, завершил карьеру футболиста. За основной клуб сыграл в 349 официальных играх и забил 23 гола. 

## Карьера за сборную
26 марта 1980 года Диего дебютировал за национальную сборную Испании в товарищеском матче против сборной Англии, заменив во втором тайме Энрике Саура. В том же году был включен в состав на чемпионат Европы в Италии.

## Достижения

### «Реал Сосьедад»
- Чемпион Испании: 1980/81, 1981/82
- Обладатель Суперкубка Испании: 1982